# Карабуцени
46°26′42″ пн. ш. 28°58′20″ сх. д. / 46.44500° пн. ш. 28.97222° сх. д.
Карабуце́ни — пункт контролю через державний кордон України на кордоні з Молдовою.
Розташований в Одеській області, Тарутинський район, у селі Петрівськ, через яке проходить автошлях місцевого значення. Із молдавського боку найближчою крупною станцією із пунктом пропуску є «Михайлівка», Чимішлійський район.
Вид пункту пропуску — залізничний. Статус пункту пропуску — міжнародний.
Характер перевезень — пасажирський.
Судячи із відсутності даних про пункт контролю «Карабуцени» на сайті МОЗ, очевидно пункт може здійснювати тільки радіологічний, митний та прикордонний контроль.